# Données froides
 (mai 2023).
Dans le stockage informatique, les données froides désignent des données rarement consultées, donc considérées comme « froides ». Les données froides opposées aux données chaudes, qui sont des données consultées fréquemment. Pour optimiser les coûts de stockage, les données froides peuvent être stockées sur des supports moins performants et moins chers. Par exemple, les disques à semi-conducteurs sont généralement utilisés pour stocker des données chaudes, tandis que les données froides sont stockées sur des disques durs, des disques optiques, des bandes magnétiques ou sur un stockage cloud,.